# Жебрувка
Жебрувка (пол. Żebrówka) — село в Польщі, у гміні Калушин Мінського повіту Мазовецького воєводства.
Населення — 99 осіб (2011).
У 1975-1998 роках село належало до Седлецького воєводства.

## Демографія
Демографічна структура станом на 31 березня 2011 року:
|          | Загалом | Допрацездатний вік | Працездатний вік | Постпрацездатний вік |
| -------- | ------- | ------------------ | ---------------- | -------------------- |
| Чоловіки | 52      | 6                  | 41               | 5                    |
| Жінки    | 47      | 7                  | 25               | 15                   |
| Разом    | 99      | 13                 | 66               | 20                   |